# 圣莫尔德佩里亚克
圣莫尔德佩里亚克（法語：Sainte-Maure-de-Peyriac，法語發音：[sɛ̃t moʁ də peʁjak]）是法国洛特-加龙省的一个市镇，属于内拉克区。

## 地理
圣莫尔德佩里亚克（44°0'46"N, 0°9'9"E）面积23.06 平方千米，位于法国新阿基坦大区洛特-加龍省，该省份为法国西南部内陆省份，北起多爾多涅省，西接吉倫特省和朗德省，南至热尔省，东临塔恩-加龙省和洛特省。
与圣莫尔德佩里亚克接壤的市镇（或旧市镇、城区）包括：普德纳、蒙雷阿勒、卡斯泰尔诺多藏-拉巴雷尔、圣佩-圣西蒙、索斯。
圣莫尔德佩里亚克的时区为UTC+01:00、UTC+02:00（夏令时）。

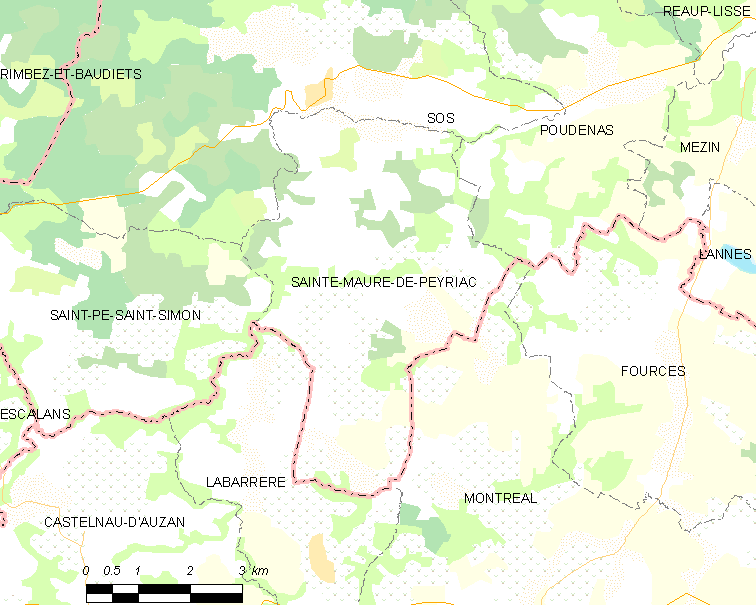
圣莫尔德佩里亚克的OSM定位图

## 行政
圣莫尔德佩里亚克的邮政编码为47170，INSEE市镇编码为47258。

## 政治
圣莫尔德佩里亚克所属的省级选区为阿尔布雷县。

## 人口

1962-2008年间圣莫尔德佩里亚克人口变化图示

圣莫尔德佩里亚克于2022年1月1日时的人口数量为305人。